# Cheval dans la culture bretonne
Vous lisez un « article de qualité » labellisé en 2016.
Pour un article plus général, voir Cheval en Bretagne.

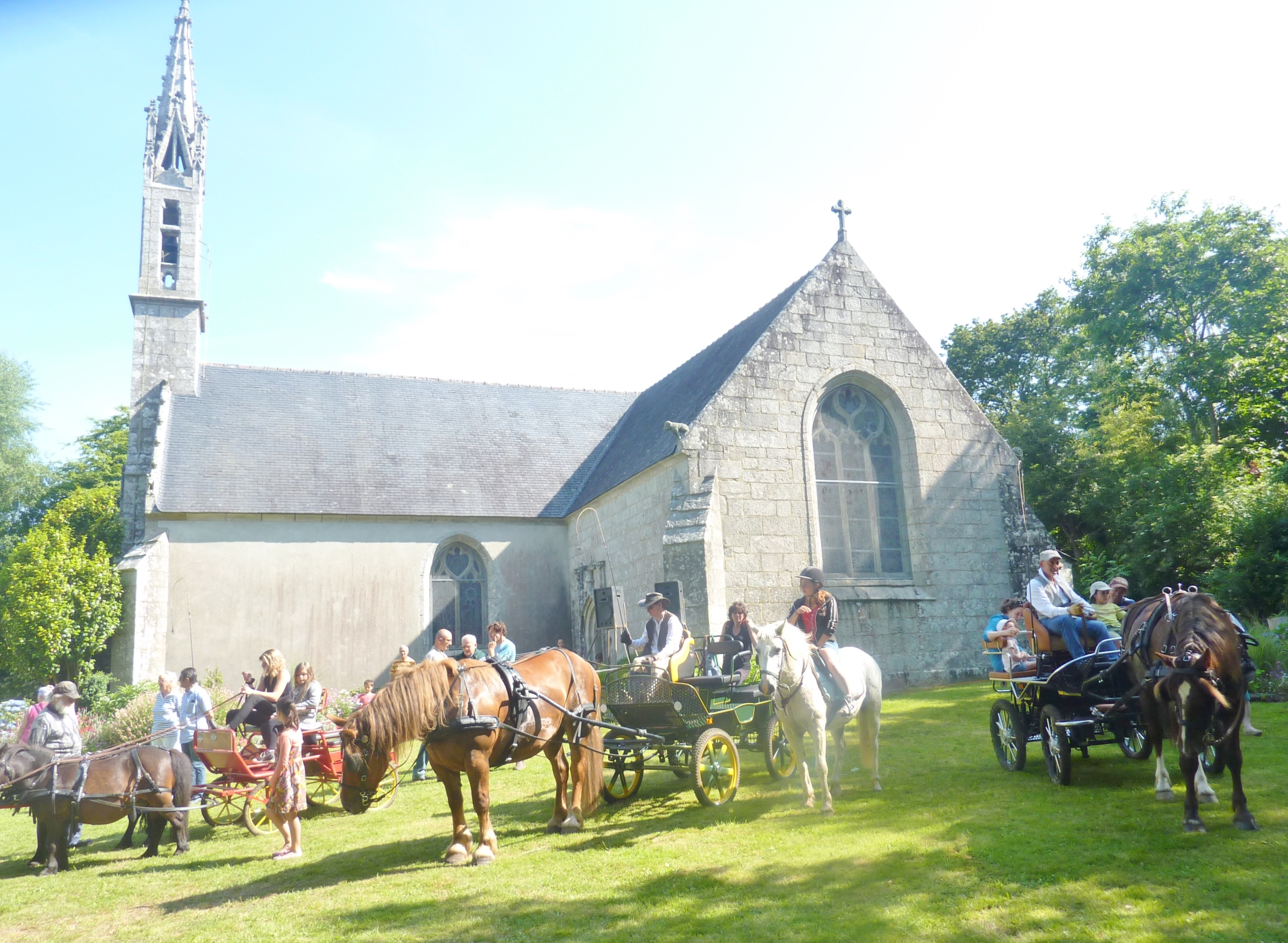
Un pardon aux chevaux à Clohars-Fouesnant dans la chapelle du Drennec, juillet 2013.

La présence du cheval dans la culture bretonne se manifeste par le fort attachement historique des Bretons à cet animal, et par des traditions religieuses ou profanes, parfois vues de l'extérieur comme un élément du folklore local. Probablement vénéré dès l'Antiquité, le cheval est l'objet de rites, de sorcellerie, de proverbes, et de nombreuses superstitions, faisant parfois intervenir d'autres animaux. 
Des pardons sont réservés aux chevaux. Ces cérémonies spécifiquement bretonnes, issues d'anciens rites de fécondité, font intervenir la symbolique de l'eau. Celui de la Saint-Éloi attire des pèlerins depuis toute la France. Symboliquement lié à la mer via des légendes comme celle de Morvarc'h, et à la mort avec l'Ankou ou encore le cheval Mallet, le cheval est aussi présent dans les contes, les chansons, nombre de récits traditionnels, et dans l'armorial de la Bretagne. Ces traditions ont été nettement folklorisées au cours du XXe siècle. Pierre-Jakez Hélias a popularisé les traditions équestres du pays Bigouden dans son roman Le Cheval d'orgueil, qui fut adapté au cinéma.

## Généralités
On conçoit l'amour des Bretons pour leur race native, quand on les voit franchir d'énormes distances doucement portés sur ces petits chevaux dont la vitesse égale celle des plus rapides trotteurs.
Le statut culturel particulier accordé au cheval en Bretagne découle du fait que les agriculteurs sont restés très attachés à cet animal. Jusqu'au début du XXe siècle, le cheval fait partie de la famille. Utilisé comme moyen de locomotion, il est associé à tous les événements de la vie. Sa présence en nombre lors des grands rassemblements populaires, tels que les pardons, les foires ou même les mariages, est également l'occasion d'organiser des cavalcades et des courses. C'est à la fois un outil de travail et un orgueil. La taille des fermes est même comptabilisée en nombre de chevaux. D'après Éphrem Houël, cet orgueil est si grand « qu'il n'est pas rare de voir, les jours de marché, venir aux villes des charrettes fort peu chargées, traînées par cinq ou six forts chevaux ». Cette coutume appartient surtout au pays de Léon. Paul Sébillot rapporte un proverbe : « Bon dieu d'en haut, prends ma femme, laisse les chevaux ». Pour tout breton, Landivisiau est aussi le symbole du commerce de ces animaux. Le lien avec les légendes de Bretagne est permanent. Éphrem Houël met en lien les contrées où la chevalerie est célébrée avec la qualité des élevages équins :

« La gloire de la chevalerie [...] doit revenir en partie à la Bretagne : c'est dans ses frais vallons que s'élevaient les destriers de Tristan du Léonnais, et des Preux de la Table Ronde; c'est sur ses collines sauvages que bondissaient les cavales de la tendre Guenièvre et d'Iseult de Cornouailles »

— Ephrem Houël.
De nos jours, le marché touristique européen entraîne une « folklorisation » de ces traditions équestres, en particulier celles du monde paysan. L'Institut Culturel de Bretagne, l'Atelier de création audiovisuelle et la Société d'Ethnologie Bretonne tournent en 1986 le documentaire vidéo Gwad Keseg (en breton, « sang de cheval »), qui aborde l'élevage en Basse-Bretagne. Il est réalisé et commenté par Kristen Noguès, Breiz multimedia et l'atelier de création audio-visuelle de Saint-Cadou, dans le Finistère. Les éleveurs de Basse-Bretagne évoquent leur gwad keseg pour parler de cette passion des chevaux qu'ils ont « dans le sang ».

## Culte et traditions religieuses

### Dans l'Antiquité
Le cheval est certainement vénéré par différentes tribus armoricaines, le culte du cheval et du guerrier remplaçant peu à peu celui d'une probable déesse mère du Néolithique. La très populaire déesse gauloise Épona, protectrice des chevaux, est vénérée à la fois par les Gaulois et les unités de cavalerie romaines. Il n'existe aucune preuve de son culte dans l'actuelle Bretagne. Des statuettes d'argile blanche découvertes au XIXe siècle, et une statuette en bronze retrouvée à Baye, laissent supposer la vénération d'une déesse écuyère chez les peuples d'Armorique, peut-être une variante locale d'Épona. La déesse vénérée dans le Ménez Hom rappelle très fortement Athéna, déesse grecque liée au cheval. L'arrivée du Christianisme transforme le culte rendu au cheval, en introduisant notamment les saints.

### Pardons aux chevaux
Les Bretons connaissent de nombreux saints liés au cheval : Éloi (contre les maladies,), Gildas (rite de fécondité et de protection au pardon de Penvenan), Hervé, Nicodème, Herbot, Cornély, Vincent... Salomon de Bretagne (857-874) est considéré comme un saint protecteur des cavaliers, statut qu'il a certainement obtenu grâce à son rôle militaire dans la cavalerie de Bretagne. Saint Théleau est invoqué pour obtenir la victoire militaire avec la cavalerie.
La perte d'un cheval est souvent vécue comme un drame pour une famille d'agriculteurs. Avant l'arrivée de la médecine vétérinaire, il existe peu de moyens de s'en prémunir. C'est pourquoi les Bretons font appel à bon nombre de ces saints lors de pardons aux chevaux. Ces pardons mêlent traditions sacrées et profanes. Les pèlerins parcourent une courte distance sur l'animal à faire bénir. Une concurrence existe entre pardons. C'est une fête populaire dédiée aux chevaux, qu'il est interdit de faire travailler ce jour-là. Elle rassemble tout le village, et revêt une importante fonction identitaire. Ses racines sont très anciennes. Les baignades de chevaux sont attestées comme rite de fécondité dans de multiples régions du monde, notamment dans les pays celtiques. La plupart des pardons aux chevaux sont organisés le 24 juin ou en juillet, jour des reliques de saint Éloi ou de la fête de la Saint-Jean. Ils correspondent à des moments importants du calendrier celtique. À cette occasion, les chevaux sont bien nourris et toilettés.
|  | |  | |
|  | Prière à Saint Éloi, en breton. |  | Traduction française. |
|  | Aotrou Sant-Alar beniget, Hoc'h assistans 'zo goulennet Da breservi diouzh peb tra Hor loened ar re wella, Da genta hor c'heseg e keneb [...] |  | Saint-Eloy béni, Apportez-nous votre aide Pour protéger de tout mal Nos animaux les meilleurs D'abord nos juments pleines [...] |

Anatole Le Braz témoigne que le cheval est amené à réaliser trois tours du sanctuaire, avant d'être obligé à s'incliner face à l'image du saint. Le propriétaire de l'animal fait une offrande : argent, fer à cheval ou plus fréquemment poignée de crins. À Gourin, il donne la queue de sa monture. Après l'office, le prêtre bénit l'animal et offre parfois un morceau de pain bénit. Une procession se met en route vers la statue du saint, ou bien en la portant. L'eau reste omniprésente pendant le rite en lui-même. Il peut s'agir d'arroser les oreilles, les parties génitales, la croupe ou les sabots dans une fontaine, pour invoquer la guérison, la protection ou la naissance d'un poulain. La baignade ou le saut d'une rivière correspondent à un rite de fécondité, parfois accompagné de saillies sur place. Des courses et cavalcades peuvent l'accompagner, de même que l'allumage d'un feu de joie. Ces courses sont l'occasion pour les jeunes gens de se mesurer, et pour les villages de gagner en réputation : il n'est pas rare qu'elles se concluent sur des rencontres puis des mariages. En marge du pardon, les discussions portent sur les mérites de chaque cheval. Les jeunes enfants peuvent s'initier à l'équitation pour la première fois.
Ce rite est si populaire qu'à Quistinic, la fréquentation du pardon en juillet oblige la construction d'une nouvelle fontaine au XIXe siècle. Le pardon aux chevaux subit par la suite une folklorisation progressive. Dès les années 1950, il prend la forme d'un spectacle pour les touristes. Dans les années 1960 et 1970, tracteurs et autres machines remplacent les chevaux. À Saint-Éloy, le pardon du jeudi de l’ascension attire toujours des fidèles depuis toute la France. Il en est de même à Saint-Péver, où depuis 1888, les chevaux se baignent dans un étang. Salomon de Bretagne dispose toujours de son propre pardon à la chapelle de Plouyé. De nombreuses chapelles gardent des ex-voto de propriétaires de chevaux.

## Magie et croyances profanes

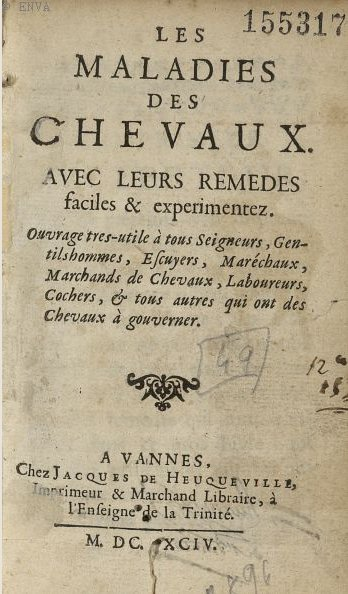
Couverture de l'ouvrage Les maladies des chevaux, avec leurs remèdes faciles et expérimentez, publié à Vannes en 1694.

Aux côtés des rites religieux et des appels aux saints guérisseurs, il existe une longue tradition de soin aux chevaux par la magie, de croyances profanes et de recours à la sorcellerie ou au désenvoûtement sur les bêtes, jusque dans les années 1950,. Bon nombre de ces croyances sont détaillées, spécifiquement pour le cheval, dans un ouvrage anonyme publié à Vannes en 1694 : Les Maladies des Chevaux, avec leurs remèdes faciles et expérimentez. Il recommande la purge par utilisation du venin de crapaud, censé provoquer une diarrhée bénéfique. Piquer un ver avec une épine d'aubépine tuerait instantanément tous les autres vers infectant le cheval. Une croyance perdure jusqu'au XXe siècle, selon laquelle le cheval qui mange une araignée « enfle de tout le corps » à cause du venin et risque la mort. L'aubépine blanche est réputée au XIXe siècle pour guérir les boiteries. On amenait alors l'animal avant le lever du soleil. Pour se protéger et attirer un sort favorable sur leurs bêtes, les Bretons invoquent saint Éloi (Sant Alar) à la naissance de chaque poulain.

### Superstitions et croyances

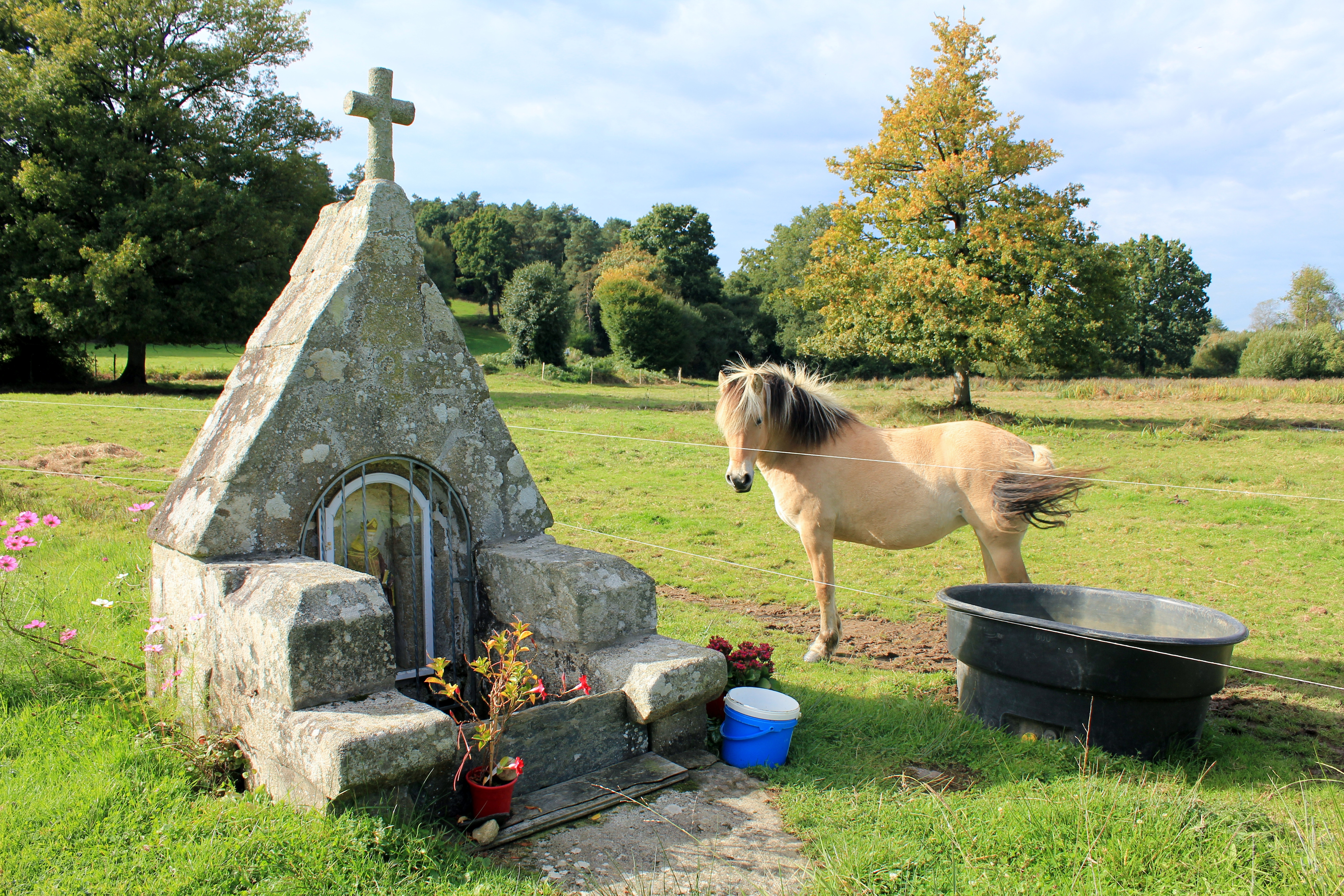
D'après une croyance bretonne, les chevaux seraient sensibles aux édifices religieux. Ici, la fontaine Saint-Gobrien à Saint-Servant.

Les Bretons sont réputés superstitieux. De manière générale, la présence d'un crapaud influencerait négativement le cheval, tout comme celle de petits animaux tels la musaraigne, le mulot, la belette et le hérisson. En Loire-Atlantique, une croyance répertoriée au début du XXe siècle veut qu'il ne faille jamais nettoyer les écuries en mai, sous peine de permettre aux serpents de coloniser les lieux. De même, travailler avec son cheval ou à l'écurie le dimanche ou le vendredi (surtout le vendredi saint), ou encore mettre son pain sur le dos, c'est risquer une punition divine qui provoquera la mort des chevaux. D'autres croyances sont liées à leur couleur. Un animal portant quatre balzanes est réputé mauvais pour la boucherie. La présence de sabots à la corne blanche est très mal vue, et associée à la faiblesse.
Si elle est piétinée par le cheval, l'herbe d'égarement pourrait conduire l'animal à perdre son chemin : un cas est recensé par témoignage à Spézet. Les chevaux seraient également sensibles au déplacement des objets sacrés : à Elven, un homme déplaça une croix et les chevaux passant à proximité montrèrent dès lors des signes d'énervement. Il la remit à sa place, le comportement des animaux redevint normal. Le non-respect des morts peut lui aussi retomber sur le cheval : Anatole Le Braz cite un homme qui préféra ramasser le foin plutôt que d'assister à une veillée funèbre, et dont tous les chevaux moururent sans que le vétérinaire n'y trouve d'explication. Il s'agirait d'une vengeance des morts. Au contraire, à l'instar de nombreuses autres régions du monde, le fer à cheval est réputé protecteur, en particulier lorsqu'il est placé les pointes vers le haut. Il capte alors la chance du ciel pour la transférer vers le lieu à protéger, où il est fixé. La coutume d'enterrer un animal mort d'ensorcellement les jambes en l'air pour protéger le reste du cheptel du mauvais sort est connue dès la fin du XVIIe siècle. L'utilisation du bouc émissaire est également courante.

### Ensorcellement et guérison des chevaux
La sorcellerie apparaît nettement liée au Diable dès le XVIIe siècle : le père Maunoir attribue au Diable l'emballement puis la chute de sa monture depuis un pont dans une rivière. Les sorciers pactisant volontairement avec le Malin sont réputés doués de pouvoirs sur les animaux. Un sorcier pourrait faire tomber un cheval malade, mais aussi l'affaiblir en transférant les forces de la bête sur lui-même. Cette sorcellerie passe par le regard. Certaines créatures, comme la salamandre (XIXe siècle), sont réputées pour tuer bœufs et chevaux d'un regard. La magie du sorcier passe aussi par la parole. En louant l'état d'embonpoint d'un cheval, il laisse planer la menace que cela ne durera pas, par exemple. L'enclouage, qui consiste à percer de clous le cœur ou une effigie de l'animal, est signalé dès 1697 comme une technique « qui fait clocher les chevaux ». Des techniques permettant un retour du sortilège à l'envoyeur sont citées, notamment celle qui consiste à placer (ou à faire brûler) certaines parties du cadavre du cheval ensorcelé dans la cheminée. D'après les témoignages recueillis au milieu du XXe siècle, il est possible de repérer qui a été sorcier dans sa vie en observant les chevaux qui tractent le corbillard du mort le jour de son enterrement : ils ne peuvent pas déplacer le cercueil, ou bien se mettent à courir partout.
Une pommade composée de plantes, le louzou, est couramment utilisée pour soigner les plaies. Le rituel et la composition peuvent varier. Le guérisseur peut aussi utiliser son souffle. Un témoignage recueilli à Saint-Congard parle d'une guérison de verrues incluant le souffler et le tracé d'une croix de l'autre main. L'acte de guérison peut se révéler éprouvant pour le guérisseur, et devenir plus difficile si le propriétaire du cheval a de forts liens affectifs avec son animal. L'utilisation des formules magiques est très probable dès le Haut Moyen Âge. L'évêque de Saint-Malo les dénonce au XVIIe siècle comme diaboliques. C'est sans doute pourquoi le traité de soin aux chevaux publié à Vannes en 1694 recommande une formule religieuse pour soigner les coliques, et que l'abbé Thiers signale l'utilisation du signe de la croix pour guérir les entorses. La formule de guérison des coliques faisant appel à saint Éloi semble extrêmement courante dans la campagne bretonne, puisqu'elle est très fortement diffusée dans les grimoires et par la tradition orale. Formules profanes et religieuses sont différentes. Les premières mettent en marche des forces par la parole, tandis que les secondes prennent la forme de suppliques à Dieu et aux saints, s'en remettant à eux. Le recours aux différentes formes de magie a beaucoup diminué en Bretagne, mais il subsiste. Les magnétiseurs peuvent utiliser le crin du cheval à soigner à distance, ou encore faire tremper les sabots dans de l'eau magnétisée.

### Relations avec les lutins
De nombreuses relations sont recensées entre lutins et chevaux. Paul Sébillot fournit à la fin du XIXe siècle des témoignages de croyances selon lesquelles le lutin les étrille, les soigne et les nourrit, ce qui en Haute-Bretagne fait hennir les chevaux de joie au moment où le Maît' Jean apporte leur nourriture.
Les lutins sont réputés visiter les écuries durant la nuit, et laisser pour traces de leur passage des torsades dans les crinières, qu'ils utilisent afin de se confectionner des étriers (les fameux « nœuds de fées »). Preuve du forfait des lutins, le propriétaire retrouve son animal couvert de sueur au matin. Ces chevaux aux « nœuds de fées » sont prisés sur les marchés bretons, et les juments réputées pour devenir de bonnes poulinières. Des témoignages de crinières emmêlées sont recueillis par les paysans de Haute-Bretagne jusqu'au début du XXe siècle. Des séances d'exorcisme sont menées, mais sont mal acceptées par les populations à en croire ce témoignage collecté par Paul Sébillot : « si on brûle les crins avec un cierge bénit, le lutin ne revient jamais, mais les bêtes sont, par suite de son départ, exposées à dépérir ».
Paul Sébillot rapporte aussi des croyances populaires quant à plusieurs lutins-chevaux qui égarent ou noient les voyageurs, notamment le Mourioche de Haute-Bretagne, le maître Jean, le Bugul-noz et la jument blanche de la Bruz. À Spézet, les lutins apparaissent près d'une croix et font s'emballer les chevaux attelés.

## Traditions populaires orales et collectages écrits

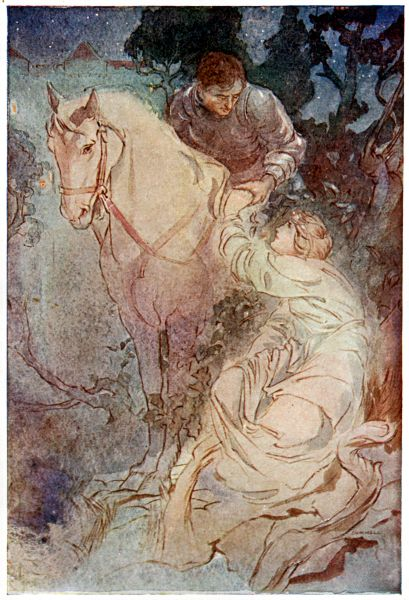
Gwennolaïk et Nola, Illustration de W. Otway Cannell pour Legends & Romances of Brittany.

Les traditions orales et les chansons évoquent souvent le cheval. Si la plupart sont liés à l'élément eau, il existe aussi plusieurs attestations de « chevaux du Diable » et des associations symbolique entre l'animal et la mort (notamment dans les collectages d'Anatole Le Braz) ou encore les astres. Sur l'île de Molène, où le paganisme est longtemps resté très présent, la lune était surnommée « jument blanche » jusqu'au début du XXe siècle.
La charrette de l'Ankou, personnification de la mort en Basse-Bretagne, est tirée par un ou plusieurs chevaux d'un blanc blême, silencieux et attelés en flèche. Ils sont parfois décrits comme maigres et efflanqués, parfois l'attelage compte un cheval maigre et un gras. La description de l'ensemble tire son origine des traditions paysannes, avec l'association symbolique à la couleur blanche des animaux venus de l'Autre Monde celtique. La dernière vision qu'a le paysan (notamment dans le Trégor et le Léon) est celle qui se rapporte à sa propre existence. Il existe une analogie entre les différentes allures du cheval dans la réalité et dans les traditions bretonnes. Le cheval de l'Ankou marche au pas, comme celui qui tire les corbillards. Le cheval de voyage va au trot, et le galop s'associe au cheval du Diable.
Les courses de chevaux sont présentes dans la légende dorée de saint Guénolé, où Fracan et Riwalon mesurent leurs montures. Le chant populaire Marzhin barzh (barde Merlin) célèbre lui aussi les courses de chevaux (cf. Barzaz Breiz sur wikisource) :
|  | |  | |
|  | Marzhin barzh, en breton. |  | barde Merlin, traduction française. |
|  | E ebeul ruz en deus sternet Gant direnn-flamm 'neus hen houarnet :Ur c'habestr 'neus lakaet 'n e benn Hag un dorchenn skañv war e gein :E kerc'henn e c'houg ur walenn Hag en-dro d'e lost ur seizenn :Ha war e c'horre 'mañ pignet Hag er fest nevez degouezhet :E park ar fest pa oa degoue'et Oa ar gern-bual o vonet :Hag an holl dud en ur bagad Hag an holl virc'hed o lampat :« An hini en devo treuzet Kleun bras park ar fest en ur red :En ul lamm klok, distak, ha naet, Merc'h ar Rou' en do da bried » :E ebeulig ruz, pa glevas, War-bouez e benn a c'hristilhas :Lammat a reas, ha kounnariñ, Ha teurel c'hwezh tan gant e fri :Ha luc'hed gant e zaoulagad Ha darc'h en douar gant e droad :Ken a oa ar re all trec'het Hag ar c'hleun treuzet en ur red :« Aotroù Roue, 'vel peus touet, Ho merc'h Linor renkan kaouet » |  | Il a équipé son poulain rouge Il l'a ferré d'acier poli Il l'a bridé, Et lui a jeté sur le dos une housse légère. Il lui a attaché un anneau au col, Et un ruban à la queue. Et il l'a monté, Et est arrivé à la fête nouvelle; Comme il arrivait au champ de fête, Les cornes sonnaient. La foule était pressée, Et tous les chevaux bondissaient. « Celui qui aura franchi La grande barrière du champ de fête au galop, En un bond vif, franc et parfait, Aura pour épouse la fille du roi ». À ces mots, Son jeune poulain bai hennit à tue-tête, Bondit et s'emporta, Et souffla du feu par les naseaux, Et jeta des éclairs par les yeux, Et frappa du pied la terre; Tous les autres étaient dépassés Et la barrière franchie d'un bond. « Sire, vous l'avez juré, Votre fille Linor doit m'appartenir » |

### Animal de l'eau

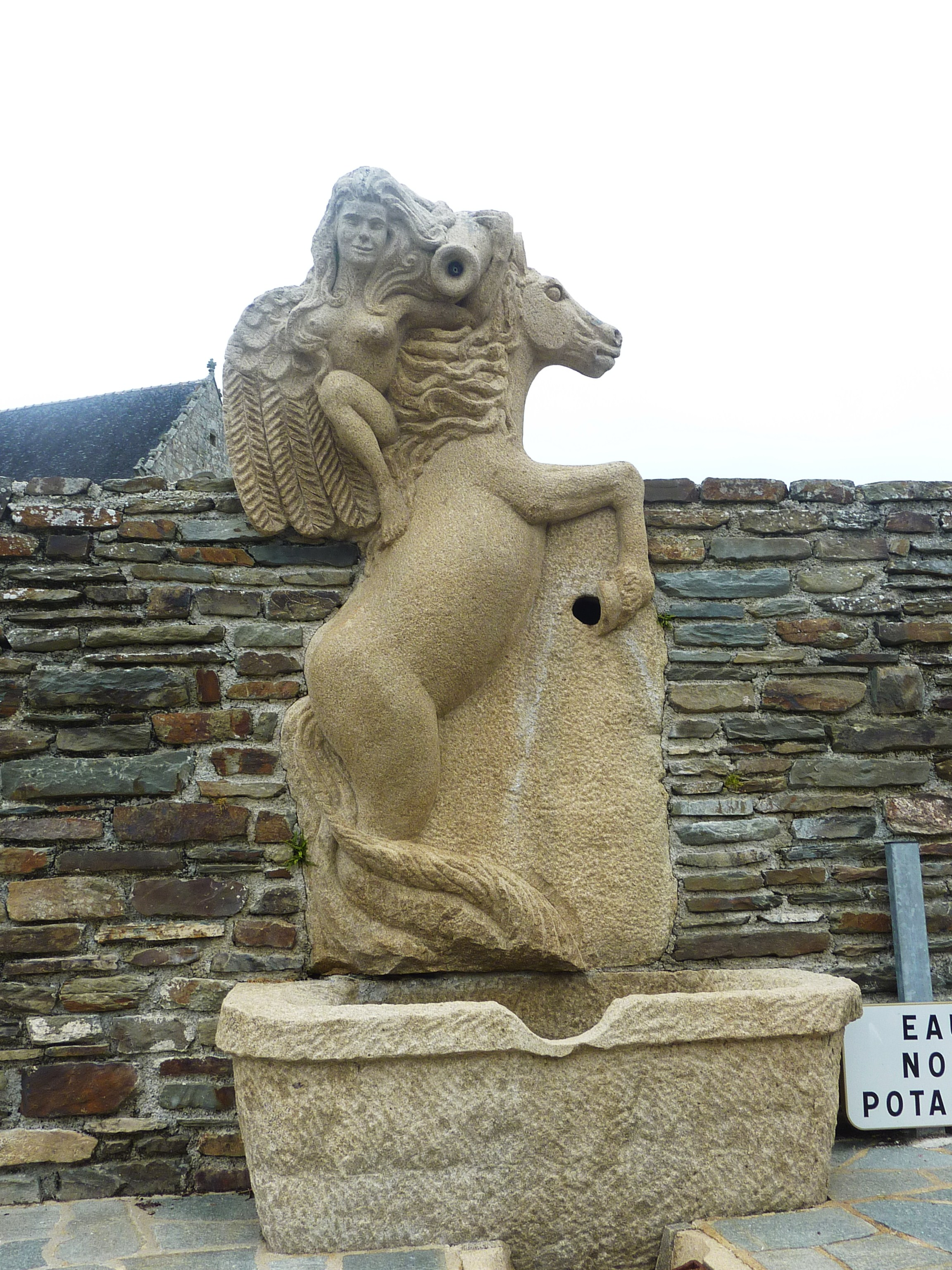
Monument aux morts de Cléden-Poher, associant le cheval et l'élément eau.

Comme le rappelle le conteur et écrivain Pierre Dubois, les chevaux fabuleux des traditions bretonnes « règnent sur la mer ». Le nom de Morvarc'h, animal des légendes cornouaillaises, signifie « cheval de mer ». On trouve un équivalent, un cheval blanc traversant l'océan pour échapper aux flots, dans les Cornouailles britanniques qui partagent le même socle de croyances : l'association entre le cheval et la mer est commune à tous les pays celtiques. Dans la vita de saint Malo (évêque breton), voyant son serviteur attaché et prêt à être englouti par la mer, le saint enfourche son cheval, le libère et laisse l'animal à la place.
Émile Souvestre collecte le conte de Jean Rouge-Gorge, où la vache Mor-Vyoc'h (vache de mer) se change en cheval et se fait appeler Marc'h-Mor (cheval de mer). Trois juments, aspects des vagues (Ar Gazek Wenn (la jument blanche), Ar Gazek Klañv (la jument malade, qui désigne la mer houleuse comme le précédent) et Ar Gazek Ch'laz, règlent les marées et calment la houle selon les croyances du Trégor à la fin du XIXe siècle. « Le cheval bleu » (Ar Marc'h Glas) est un surnom breton assez fréquent pour désigner la mer calme. Une jument bleue mènerait les poissons près de l'île de Batz. Les bretonnants emploient aussi kezeg-mor (chevaux de mer, équivalent du gaélique capall na mara) pour désigner les vagues, ou encore Ar marc'h hep kavalier (cheval sans cavalier) et Ar mar'c hep e vestr (cheval sans son maître), pour une succession de vagues en rouleaux. Dans la baie de Saint-Brieuc, une légende locale veut que le cheval qui aperçoit la mer s'y précipite et disparaisse au large pour ne plus revenir.
Le thème de l'eau se mêle parfois au fantastique. À Boqueho, une légende veut qu'au clair de lune, des chevaux viennent boire dans le ruisseau près du menhir de Kergoff en faisant du bruit, mais sans que quiconque puisse les voir. Dans un conte, les chevaux se transforment en fontaine au moment où la fille d'un magicien s'enfuit avec son amoureux. À Plouguenast, un « cheval noyeur » allonge son dos pour prendre quatre ou cinq enfants et les jette dans un étang. Il existe aussi des récits de chevaux noyés, notamment dans la légende de saint Rou, qui est tombé dans une fontaine de la forêt de Rennes. On entendrait encore les hennissements de détresse de cette monture.
Dans le Barzaz Breiz, rapporté par Théodore Hersart de la Villemarqué, le cheval est à la fois un symbole guerrier et un symbole d'eau, comme en témoigne le barde Gwenc'hlan dans sa prophétie comparant le roi au cheval marin (une créature assez proche de la licorne, avec des cornes d'argent) :
|  | |  | |
|  | Diougan Gwenc'hlan. |  | La prophétie de Gwenc'hlan, traduction française. |
|  | Me wel ar morvarc'h énep tont, Ken a gren ann aot gand ar spont. Dalc'h mat ta, dalc'h mat ta, morvarc'h; Darc'b gand hé benn, darc'h mat ta, darc'h |  | Je vois le cheval de mer venir à sa rencontre Et faire trembler le rivage d'épouvante Tiens-bon ! Tiens-bon, cheval de mer Frappe-le à la tête, frappe fort, frappe ! » |

### Contes

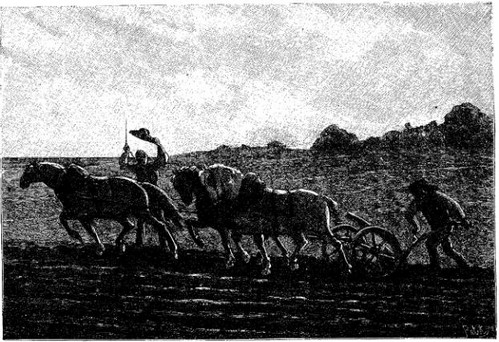
Illustration du conte « La Houle du Châtelet » dans les Contes de Terre et de Mer de Paul Sébillot, 1883.

Dans les contes, le cheval joue généralement le rôle du protecteur magique d'un héros. C'est le cas dans Trégont-à-Baris, collecté par Luzel. Dans Domestique chez le Diable, le cheval est un hôte du royaume des morts. Dans Les Quatorze Juments, également intitulé Le cheval du Monde, Riwall cherche à obtenir le plus grand et le plus puissant des chevaux au monde. L'Homme-cheval (collecté par Paul-Yves Sébillot) et L'homme-poulain (Luzel), très proches, racontent les déboires d'un jeune homme (respectivement changé en cheval par une fée, et venu au monde avec une tête de poulain) qui cherche à se marier.
L'animal est très présent dans nombre d'autres contes, comme Louizik. Albert Poulain collecte en Haute-Bretagne l'histoire d'un cheval merveilleux qui apparaît le soir : « On lui mettait une pièce dans l'oreille, on le montait, il allait au ruisseau » ; celle du petit cheval rouge ou encore celle du « cheval qui s'mettait à genoux ». Dans La Gwrac'h de l'île du loch (version de Luzel) ou La Groac'h de l'île du loch (version de Souvestre), l’héroïne Bellah Postic sauve Houarn Pogann en traversant la mer sur le dos d'un cheval mystique qui se change en oiseau. Le conte de Souvestre fait intervenir un bâton magique qui devient un « bidet rouge de Saint Trégonnec », et qui vole grâce à une incantation : 

« De saint Vouga, rappelle-toi !

Bidet de Léon, conduis-moi

Sur le sol, dans les airs, sur l'eau,

Partout où passer il me faut ! »

— Émile Souvestre, La Groac'h de l'île du Lok

### Morvarc'h et le roi Marc'h

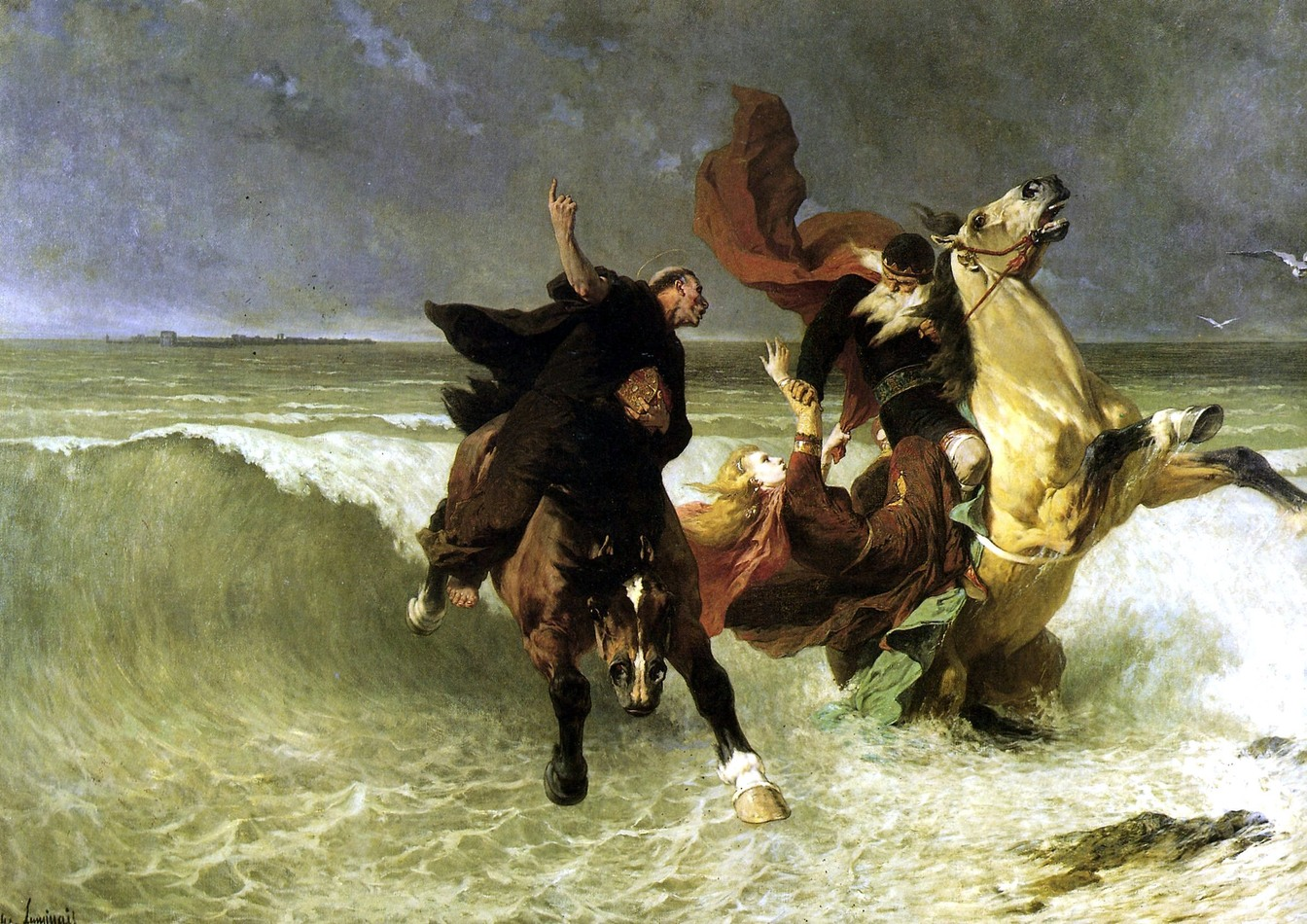
La fuite du roi Gradlon, selon Évariste-Vital Luminais, vers 1884, musée des beaux-arts de Quimper. Le cheval de droite est censé être Morvarc'h

Morvarc'h est un cheval fantastique capable de galoper sur les flots. Il est décrit avec une robe noire et l'ouvrage de Charles Guyot rapporte qu’il expire des flammes par les naseaux quand il galope. Il apparaît dans deux récits composés à la fin du XIXe siècle et au début du suivant : celui de la ville d’Ys avec le roi Gradlon, et un conte oral autour du roi Marc’h de Cornouaille, collecté par Yann ar Floc'h dans la vallée de l'Aulne. D'après Pierre-Jakez Hélias, une légende locale raconte qu'à la fontaine Saint-Guénolé de Pouldreuzic, une pierre plate serait l'empreinte du sabot de Morvarc'h ayant gagné là le rivage après la submersion d'Ys.
Le roi Marc'h est présent tant dans les textes médiévaux que dans les traditions orales récentes. C'est un roi d'Armorique, dont l'originalité est d'avoir des oreilles de cheval. Marc'h tue sa monture par erreur en visant une biche blanche à l'arc. La bête est protégée par Dahud et la flèche fait demi-tour, tuant Morvarc'h. En représailles, la fée-sirène fait pousser les oreilles et la crinière de Morvarc'h sur la tête de Marc'h. Le roi cherche à cacher cette difformité. Il fait appel à des barbiers pour raser son abondante crinière et les tue ensuite, jusqu'au jour où il n'en reste plus qu'un, qui finit par divulguer le secret en creusant un trou dans la terre, où pousse plus tard du roseau à l'origine de la fabrication du premier biniou. D'après Bernard Sergent, l'histoire du roi Marc'h présente un parallèle important avec celle d'Eochaid en Irlande, un autre roi aux oreilles de cheval qui fait disparaître tous les barbiers qui le rasent et se retrouve à l'origine d'un instrument de musique. Le roi aux oreilles de cheval est donc très certainement un motif celtique commun. Selon Gaël Milin, les oreilles équines dont il est affublé dans le récit breton mettant en scène Morvarc'h ne sont pas une marque de honte, mais une preuve de sa légitimité souveraine, symbolisme partagé dans tous les pays celtiques.

### Cheval Mallet
Bien que cette légende soit surtout présente dans le Poitou, il existe des attestations du cheval Mallet en Bretagne historique, autour du lac de Grand-Lieu et dans tout le pays de Retz. Ce cheval est censé s'y promener la nuit. Blanc, il semble ordinaire quand les paysans et les voyageurs le croisent au hasard de leur route. Mais il les tente en leur proposant de monter en selle, ou les y oblige. Lorsqu'ils sont sur son dos, le cheval Mallet part dans une course folle. La chevauchée se termine toujours par la mort du cavalier. Une fête d'origine médiévale avec un cheval-jupon, le « jeu du cheval Mallet », était organisée dans la paroisse de Saint-Lumine-de-Coutais. Elle fut supprimée en 1791.

## Vocabulaire
Les deux langues régionales de Bretagne, le breton et le gallo, incluent du vocabulaire équestre. En raison de l'existence de nombreux dialectes au sein même de la langue bretonne en Basse-Bretagne, des différences de vocabulaire s'observent. Ainsi, les mots de commandement du cheval, comme « en avant », peuvent se prononcer heih, hilh, hai, hue, hefu ou encore dya. Ce n'est pas sans poser de problèmes, car un même mot peut avoir plusieurs significations différentes au sein de la Basse-Bretagne. Diha ou dia signifie « à droite » dans le Léon, tandis que cela signifie « à gauche » dans le Trégor et au sud du pays vannetais, et « en avant » dans le fond de la baie d'Audierne. Les chevaux dressés à la voix avaient parfois des difficultés d'adaptation lorsqu'ils étaient vendus dans une autre région, de langue française ou occitane par exemple. Certains noms de famille bretons proviennent du cheval et de l'importance qu'il revêtait dans la société celte : Gwivarc'h (« guerrier digne d'avoir un bon cheval »), Gwionvarc'h et ses variantes (Guyonvarc'h, etc), ou encore Glevarc'heg (« vaillant chevalier »).
| Nom français                 | Nom breton et/ou gallo |
| ---------------------------- | ---------------------- |
| Etalon                       | Marc'h                 |
| Entier                       | Kalloc'h               |
| Jument                       | Kazeg                  |
| Poulain                      | Ebeul                  |
| Bai                          | Gell Yell              |
| Alezan                       | Rouan                  |
| Rouan                        | Rouan (gl) Sklaer (br) |
| Aubère                       | Pechar Pinchar         |
| Isabelle                     | Rous                   |
| Alezan brûlé aux crins lavés | Brun (gl) Dewet (br)   |

## Toponymes et blasons

Blason de Crac'h, dans le Morbihan.

Les toponymes composés à partir des mots marc'h (cheval en langue bretonne) et cabal (cheval en latin) sont nombreux dans le sud-ouest du Finistère correspondant à la Cornouaille, tout particulièrement le Ménez Hom. La présence du cheval n'y est pas seulement toponymique, elle se manifeste aussi par l'Art et des traces de vénération de saints ou de divinités équestres.
Quelques toponymes sont dus au nom de la jument entre Douarnenez et l'île d'Ouessant. Le pays Bigouden portait le nom latin de Cap Caval. Pour Léon Fleuriot, ces toponymes ne proviennent pas forcément de l'animal puisqu'une confusion existe avec le roi Marc'h, dont les récits et traditions proviennent de la même zone géographique. Ainsi, les Plomarc'h (le port de Marc'h), Lostmarc'h (« l'île chevalier » selon Fleuriot, ou « la queue de cheval » selon Kervella) et Penmarch (littéralement « tête de cheval » en breton, qui peut être compris comme « la tête du roi Marc'h » ou le « promontoire du roi Marc'h ») doivent selon lui leur nom à ce roi aux oreilles de cheval, par assimilation entre le prénom Marc et le nom commun marc'h. Un peu partout en Bretagne, des pierres blanches portent le nom de gazek-vaen, « juments de pierre », dont la plus célèbre est à Locronan. Elles étaient réputées pour soigner la stérilité.
Parmi les familles de la noblesse bretonne, celle de Gouvello a adopté des figures équestres sur son blason : d'argent au fer de mule de gueules accompagné de trois molettes d'éperon du mesme. Parmi l'armorial des différentes communes, le cheval et les éléments équestres sont surtout présents en Basse-Bretagne, correspondant au département du Finistère : Brasparts (une tête de cheval d'argent), Guissény, Plounéventer, Penmarc'h (une tête de cheval arrachée de gueules, parmi d'autres éléments), Argol (le roi Gradlon sur sa monture), Plougonvelin (cheval marin), Gouesnou (un cheval blanc comme support), ou encore Saint-Renan (D'or au cheval gai de sable), Saint-Ségal (un cheval d'argent) et Tréméoc. En Morbihan, on compte Crac'h (une tête de cheval d'or), Merlevenez (Templiers à cheval) et Saint-Martin-sur-Oust (Saint Martin à cheval). En Ille-et-Vilaine, Plerguer (d'azur au cheval cabré d'argent), Lécousse (Saint Martin à cheval) et Saint-Georges-de-Reintembault (Saint Georges à cheval). Dans les Côtes-d'Armor, les communes de Trémeur (D'azur à Saint Georges monté sur un cheval terrassant un dragon, le tout d'or) et Hénanbihen (une jument et son poulain, parmi d'autres éléments) arborent l'animal sur leurs blasons. Des communes de Loire-Atlantique, aucune ne compte de cheval sur son blason.

## Arts

### Illustrations, peintures et sculptures
Le peintre breton Olivier Perrin est le premier à représenter la traditionnelle cavalcade qui accompagne les mariages bretons du XIXe siècle. Sa peinture a valeur de témoignage pour comprendre ce qui précédait les mariages bretons. 

#### Gallo-romaines
Le groupe sculptural gallo-romain dit « du cavalier à l'anguipède » (représentant un dieu cavalier jupitérien terrassant un géant à queue de serpent) est très présent dans l'Ouest de l'Armorique, avec trois œuvres recensées près de Quimper et une à Plouaret. Le thème est connu dans tout l'empire romain. Ces sculptures sont vraisemblablement destinées à la protection de riches domaines agricoles, elles témoignent de l'influence romaine.
Un petit édifice cornouaillais de l'époque romaine, comportant une tête de cheval bridée et le dieu Pan, laisse deviner un important symbolisme lié à la fécondité et la fertilité pour l'animal, attesté ailleurs dans l'Empire romain et en Irlande. Ce symbolisme a perduré dans la région, puisque de nos jours la Gazek Vaen (jument de pierre) est toujours liée à la fertilité féminine. Le musée des beaux-arts de Quimper conserve une tête masculine aux oreilles de cheval, certainement influencée par la légende du roi Marc'h.

#### Chrétiennes

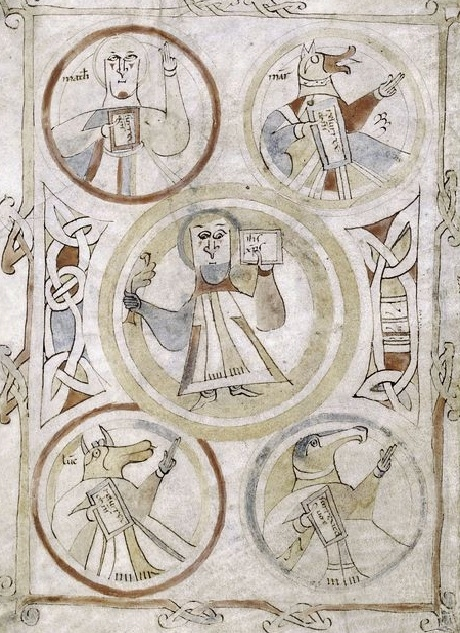
Représentation des quatre évangélistes, dont saint Marc à tête de cheval (en haut à droite) - Évangéliaire de Landévennec, Bodleian Library.

La confusion entre le prénom Marc et le nom du cheval en langue bretonne (marc'h) a peut-être poussé les moines enlumineurs bretonnants à représenter Marc l'évangéliste avec une tête de cheval (à la place de l'habituelle tête de lion) dans plusieurs miniatures de l'évangile du saint, réalisées à l'abbaye de Landévennec,. Cette théorie ne fait cependant pas l'unanimité.

### Numismatique
Les monnaies celtiques figurent souvent des chevaux, ainsi les Vénètes, les Namnètes, les Coriosolites et les Riedones créent des pièces avec des chars, mais aussi des déesses cavalières chevauchant nues. Une monnaie vénète datée de la fin du IIe siècle av. J.-C. présente un motif d'aurige sur un char, tracté par un cheval anthropomorphe à tête humaine qui survole un monstre ailé. Il pourrait s'agir d'une sorte de logo, tirant son origine dans une date mémorielle importante pour les Vénètes, probablement celle d'un équinoxe, et lié au groupe sculptural du cavalier à l'anguipède. La figure du cheval à tête humaine est unique en Armorique, laissant aussi croire à une possible erreur du graveur.

### Littérature et cinéma
En 1975 paraît Le Cheval d'orgueil, un livre largement autobiographique de Pierre-Jakez Hélias. Il décrit la vie d'une famille pauvre de paysans bigoudens à Pouldreuzic, peu après la Première Guerre mondiale. Pierre-Alain rencontre Anne-Marie ; il est valet de ferme et s’occupe particulièrement des chevaux. Pierre-Jacques, dit « Petit Pierre », est élevé par son grand-père Alain qui lui apprend que « c’est l'orgueil que l'on monte quand on n'a pas de cheval ». Ce livre connaît un grand succès et entraîne une polémique avec Xavier Grall, qui accuse Hélias de donner une image passéiste de la Bretagne. Grall lui répond dans Le Cheval couché. Le livre est porté à l'écran en 1980, par le réalisateur Claude Chabrol.
Morvarc'h, cheval de mer d'André Le Ruyet paraît en 1999 et raconte la découverte des légendes celtiques par Philippe, un parisien. Il rencontre un berger près du roc'h Trezenel et fait un voyage initiatique en compagnie du cheval de mer Morvarc'h.